# Coleyville
Coleyville är en ort i Jamaica.   Den ligger i parishen Parish of Manchester, i den centrala delen av landet, 80 km väster om huvudstaden Kingston. Coleyville ligger 944 meter över havet och antalet invånare är 3 860. Den ligger på ön Jamaica.
Terrängen runt Coleyville är huvudsakligen lite kuperad. Coleyville ligger uppe på en höjd. Runt Coleyville är det ganska tätbefolkat, med 207 invånare per kvadratkilometer. Närmaste större samhälle är Mandeville, 18,4 km söder om Coleyville. Omgivningarna runt Coleyville är en mosaik av jordbruksmark och naturlig växtlighet.